# Château de Villiers-le-Duc
Le château de Villiers-le-Duc est situé à Villiers-le-Duc, dans le département français de la Côte-d'Or.

## Localisation
Le château est situé au centre du chef-lieu.

## Histoire
Dès 1153, une forteresse est édifiée par Eudes II (1118-1162) pour faire face à l'hostilité des évêques de Langres. Détruite en 1477 sur l'ordre de Louis XI, il n'en subsiste que la chapelle intégrée dans le chœur de l'église paroissiale.
Le château actuel est construit à la place de l'ancien à partir de 1622. Les deux ailes s'y ajoutent en 1657 ainsi que la haute toiture en tuiles vernissées.
Il est  Inscrit MH par arrêté du 27 janvier 1997 pour sa façade, ses toitures, la chapelle-pont, les dépendances, y compris l'orangerie et les intérieurs déjà cités.

## Architecture
Le château couvert de tuiles vernissées est de style Renaissance. Une étonnante galerie en briques vitrée le relie à l'église voisine. Il comprend chapelle, pont, orangerie, jardins à la française et colombier.

## Mobilier
- Escalier du XVIIe siècle à quatre noyaux ;
- Salle des archives néo-gothiques.
- Boiseries  Classé MH récupérées à la Révolution lors de la destruction de la maison forte de Nicolas Rolin à Courcelles[4].

Ce château est une propriété privée.